# 蒂埃里·布雷东
蒂埃里·布雷东（發音：[tjɛʁi bʁətɔ̃]；1955年1月15日—）是一名法国商业主管、政治人物和作家，曾任歐盟內部市場專員、哈佛商学院教授，并且是前法国财政部长。他担任过Group Honeywell Bull的副董事长兼首席执行官、Thomson-RCA的董事长兼首席执行官（1997-2002），以及France Telecom的董事长兼首席执行官 (2002-2005)。目前是Thomson Thomson和法国电信的荣誉董事长，从2008年起，他开始担任源讯的董事长兼首席执行官，该公司是世界领先的 IT 公司之一，在48个国家/地区拥有74000名员工。2005年至2007年，他曾在让-皮埃尔·拉法兰和多米尼克·德维尔潘治下担任总理、在雅克·希拉克担任经济、财政和工业部长。

## 早年生活
布雷东出生於巴黎十四区。他共育有三个孩子：康斯坦茨 (1984)、亚历山大 (1985) 和赛维林 (1988)。他获得了高等电力学院的电气工程和计算机科学硕士学位，后来毕业于国防高级研究学院。

## 经理人
他作为一名企业家在纽约开始了他的职业生涯，在那里成立了一家软件公司 (FORMA SYSTEMS)。2010年1月，哈佛商業評論在对1995-2009年之间全球 2000 名首席执行官的业绩进行深入评价之后，首次发布了 The 100 Best-performing CEOs in the World 名单，布雷东排在第62位（“哈佛商業評論”，2010年1月）。他曾担任许多董事会的董事，如：AXA; La Poste、DEXIA BANQUE、RODHIA、SCHNEIDER ELECTRIC、THOMSON SA（董事长兼首席执行官）、FRANCE TELECOM（董事长兼首席执行官）、ORANGE PLC（非执行董事长）、BOUYGUES TELECOM、GROUP HONEYWELL BULL（副董事长兼首席执行官）。目前他是家乐福董事会成员，担任薪酬及福利委员会主席。他的职业生涯包括担任过 Group Honeywell Bull、Thomson、France Telecom 和源讯的首席执行官职位：

### Honeywell Bull
1993年，他加入Bull，出任战略和发展部负责人，后来成为集团首席执行官和副董事长。

### Thomson
他在 1997-2002 年间担任Thomson （页面存档备份，存于）的董事长兼首席执行官。任职期间扭转了公司不景气的局面，短期内显著改善了集团的财务业绩，获得了全世界的认可。在他的任期内，该公司的市值从 1 法郎上升到 1000 亿法郎。[需要引证]。根据董事会决定，他被授予 2002年Thomson 名誉主席称号。

### 法国电信
在2002–2005年，他担任法国电信的董事长和首席执行官，在他的任期内，极大地扭转了该集团的经营状况，将该集团的债务从700亿欧元锐减至32亿欧元。根据董事会的决定，他于 2005 年荣获法国电信的名誉主席称号。

### 源讯
2008年11月16日，他担任源讯的常务董事长兼首席执行官。在收购西门子IT 服务事业部之后，该公司在欧洲IT服务行业中名列第一，并挤身于全球5大 IT服务公司之一，在48个国家/地区拥有75000名员工。
在2011年11月28日华盛顿邮报的采访之后，他得到世界的关注，他重申了禁止内部电子邮件（称为“信息时代的污染”）这一目标，在源讯的18个月内（称为Zero-Email™ 战略），将内部电子邮件替换为一组企业社交网络、企业即时通讯、协作工具等……，这些工具由内部开发以及由其他供应商汇总而成。

## 财政部长
他于2005年2月24日被任命为财政部长，接任Hervé Gaymard （页面存档备份，存于）,直到2007年3月18日卸任，由让-路易·博洛继任。他将公共政策的重心放在减少公众赤字上，在一段时间内将整个国家的所得税收入全部用于支付债务。他从政时，法国的债务水平是国内生产总值的 66.4%。他在两年内减少公共债务达2.7%（相对于国内生产总值），是最近法国经济史上最重要的一次减负。此外，他还实现了政府的预算盈余（不包括公共债务利息的支付）。

## 学术生涯
1997-2005年，他担任法国特鲁瓦工程技术大学校长。在离开政坛之后，他担任哈佛商学院的教授，执教“领导者与公司责任”(LCA) 课程、

## 著作
他是许多关于信息技术和经济书籍的作者，还与他人合著了一部有关网络空间的小说。
- 1984: Softwar （页面存档备份，存于）,作为一种大规模杀伤性武器出现的计算机病毒 (La Guerre douce), Thierry Breton - Denis Beneich, éd. Robert Laffont, Paris；（翻译为 25 种语言）。
- 1985: Vatican III, Word 的出现促成信息化社区，Thierry Breton, éd. Robert Laffont, Paris
- 1987: Netwar,网络战争 (La guerre des réseaux), Thierry Breton, éd. Robert Laffont, Paris
- 1991: La Dimension invisible，信息社会的出现 (Le défi du temps et de l'information),Thierry Breton, éd. Odile Jacob, Paris
- 1992: La Fin des illusions，希腊时代的结束，Thierry Breton, Plon, Paris。
- 1993: Le Télétravail en France, 法国远程办公的早期描述，Thierry Breton, La Documentation française, Paris。
- 1994: Le Lièvre et la Tortue,法国和知识革命，Thierry Breton - Christian Blanc, éd. Plon, Paris。
- 1994: Les Téléservices en France,互联网世界的早期介绍，Thierry Breton, La Documentation française, Paris。
- 2007: Antidette，如何减少过度消费和法国的主要债务，Thierry Breton, Plon, Paris。

## 奖章和奖项
他是久负盛名的Légion d'honneur主管和Ordre National du Mérite司令。他还是Le Siècle （页面存档备份，存于）.. 
的成员。
他受到国际公认，许多国家/地区为其颁发了奖章：

### 奖章
- 2010：摩洛哥Ouissam Alaouite勋章司令。
- 2008：法国Légion d'honneur国家勋章主管。
- 2006：智利Al Merito de Chile大十字勋章。
- 2006：巴西South Cross国家勋章Ordem Nacional do Cruzeiro do Sul大军官勋位。
- 2006：西班牙Civil Merits orden del Merito Civil勋章司令。
- 2004：法国Merit ordre national du Mérite国家勋章司令。

### 奖项
- 2004：英国伦敦欧洲年度商业领袖。
- 2003：法国巴黎ANDESE (National Association of PHDs in Economics and Buisiness Administration) 年度金融家。
- 2000：法国巴黎年度战略家。
- 1998：瑞士达沃斯世界经济论坛“未来全球领导者”。
- 1988：澳大利亚的悉尼青年商会“杰出青年”(TOYP)。
- 1988：法国巴黎青年经济协会年度人物 (Jeunes chambres économiques françaises)。